# I Can't Give You Anything but Love
I Can't Give You Anything but Love è un singolo dei cantanti statunitensi Tony Bennett e Lady Gaga, pubblicato il 18 agosto 2014 come secondo estratto dall'album in studio Cheek to Cheek.

## Tracce
1. I Can't Give You Anything but Love – 3:13

## Classifiche
| Classifica (2014) | Posizione massima |
| ----------------- | ----------------- |
| Francia           | 173               |
| Italia            | 76                |